# Physoptera membranosa
Physoptera membranosa är en tvåvingeart som först beskrevs av Borgmeier 1925.  Physoptera membranosa ingår i släktet Physoptera och familjen puckelflugor. Inga underarter finns listade i Catalogue of Life.